# Naßwald
Naßwald ist ein Ort in der Region Semmering–Rax  in Niederösterreich und gehört zur Gemeinde Schwarzau im Gebirge im Bezirk Neunkirchen.

## Geographie
Der Ort befindet sich 5 Kilometer südlich von Markt Schwarzau, in der Ortschaft Graben am Nordfuß des Rax-Massivs. Er liegt im Nassbachtal auf um die 615 m ü. A. Höhe, etwa 2½ km westlich des Nordendes des Höllentals.
Naßwald im weiteren Sinne umfasst um die 60 Gebäude,  insbesondere die zerstreuten Häuser Reithof, und taleinwärts die Rotte Naßwald selbst, 35 Häuser um die Kirche, und die Häusergruppe Oberhof.
Ortsüblich wird Naßwald noch weiter gesehen und umfasst als eigenständiger Ortsteil der Gemeinde die ganze Talung des Naßbachs, mit Hinternaßwald/Wasseralm wie auch Heufuß.
In Naßwald dreht das bisher Ost–West laufende Naßbachtal südwärts zum Naßkamm, bei Reithof geht das Preintal des Preinbachs nach Nordwesten, bei Naßwald-Oberhof das Tal des Schwarzriegelbachs westwärts. Südlich erhebt sich der von der Heukuppe (Hauptgipfel der Rax, 2007 m ü. A.) um den Kesselgraben streichende Nordgrat des Raxmassivs, westlich der Große Sonnleitstein (1639 m ü. A.), nordwestlich der Hubmerkogel (1282 m ü. A.) und nordöstlich der Große Fegenberg (1186 m ü. A.), letztere alle Vorberge, die man schon zu den Mürzsteger Alpen rechnet (die Rax selbst zur alpineren Rax–Schneeberg-Gruppe).
| Preintal       | Hirschbach                                  |                  |
| Heufuß Oberhof | Kompassrose, die auf Nachbargemeinden zeigt | Singerin Reithof |
| Hinternaßwald  |                                             |                  |

## Geschichte, Infrastruktur und Sehenswürdigkeiten
Der Flurname des Orts bezieht sich auf den Wasserreichtum der Talung. Der Wald selbst wurde schon Ende des 18. Jahrhunderts gänzlich gerodet.

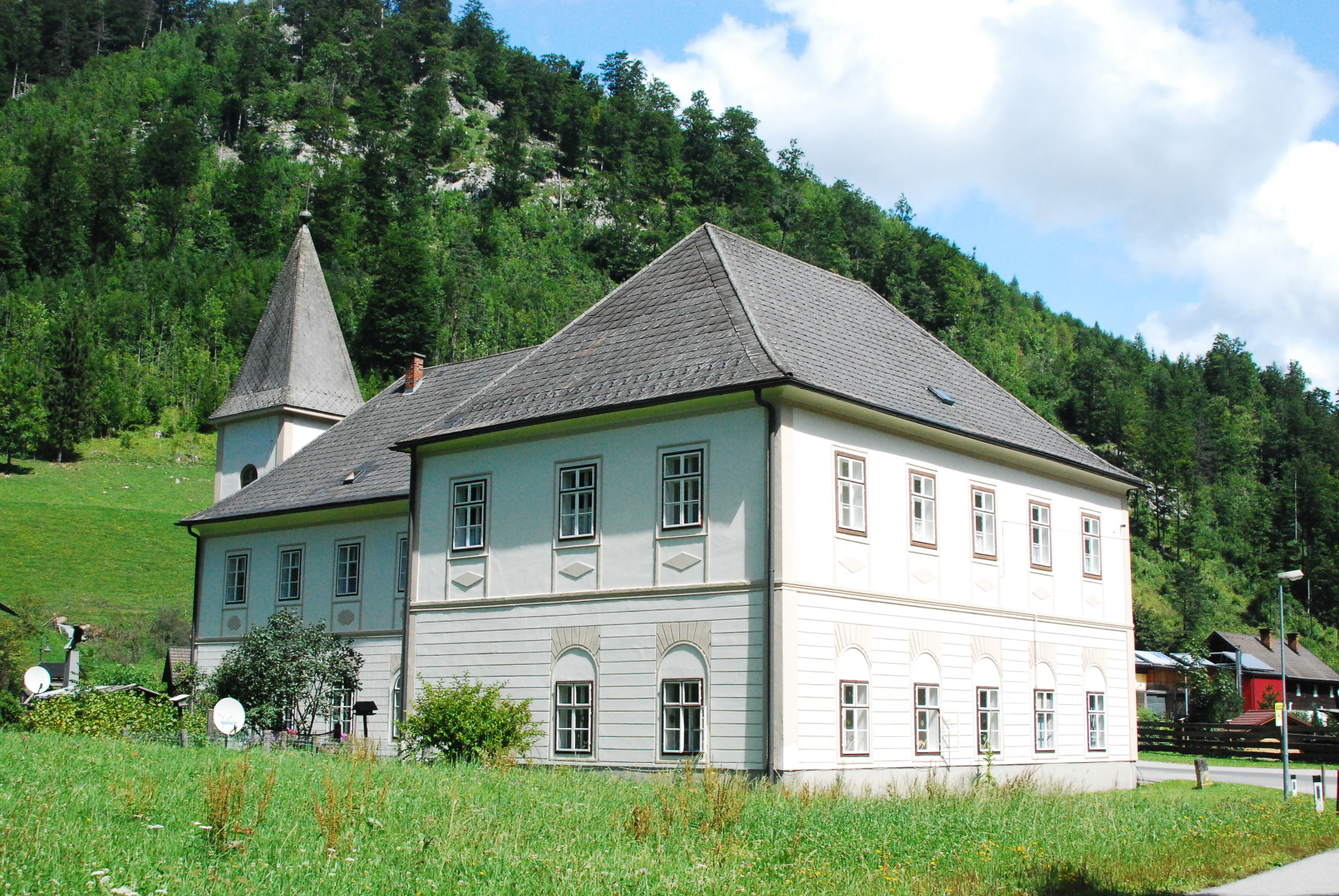
Ev. Pfarrhof mit Pfarrkirche

Georg Hubmer, 1755 in Gosau am Dachstein geboren, der als „Raxkönig“ der bedeutendste Holzunternehmer des Raumes wurde (Huebmer’sche Schwemm-Compagnie, anfangs mit seinem Bruder Johann), lieferte ab 1784 das Holz aus den Hoyos’schen Waldbesitzungen an das Eisenwerk der Innerberger Hauptgewerkschaft in Hirschwang, ab 1817 mit Kaiserlichem ausschließlichem Schwemmprivileg Franz’ II. für den Traisenfluss Brennholz bis nach Wien. Es entstanden für die damalige Zeit großartige Schwemmanlagen.

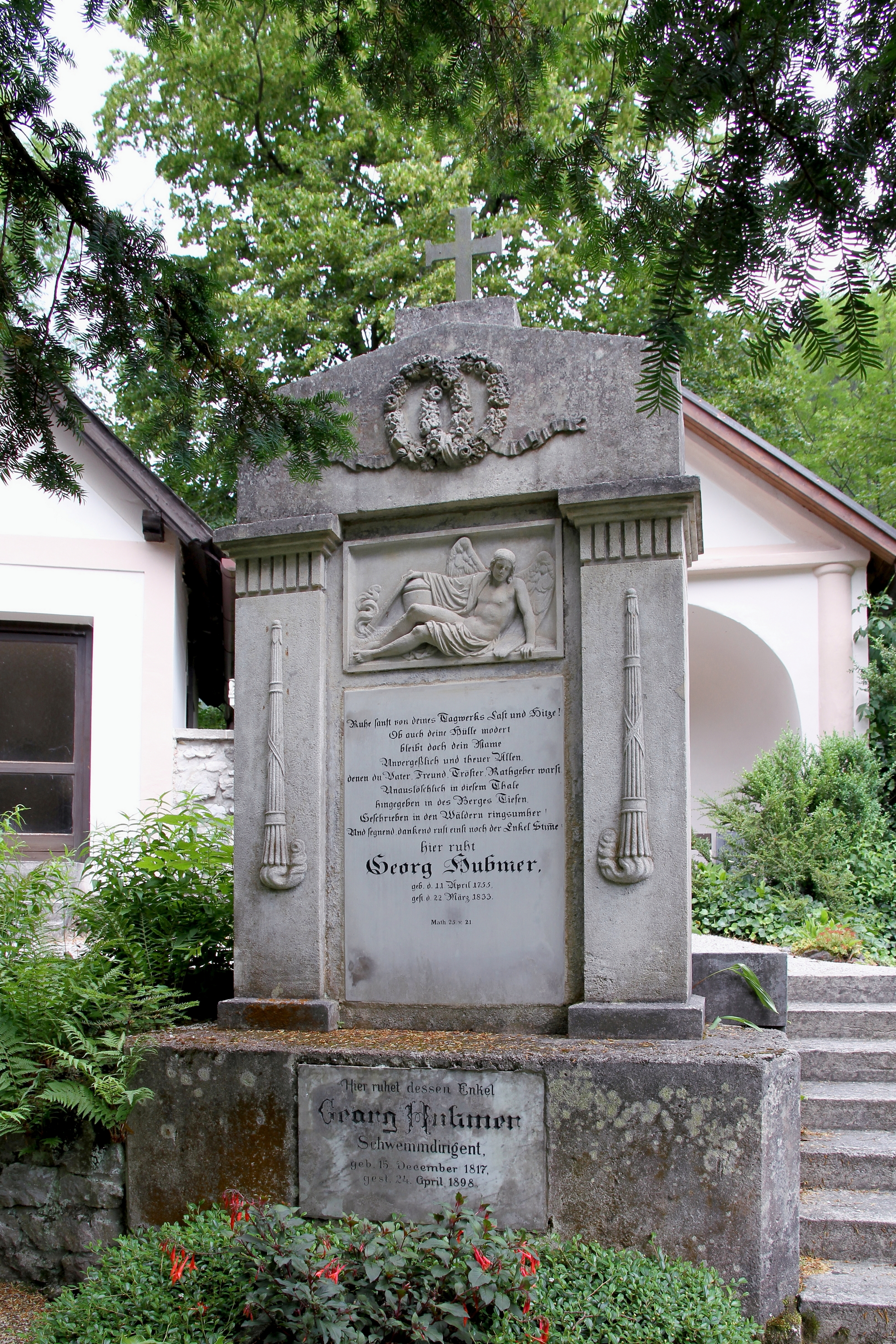
Georg Hubmers Grabmal (Evangelischer Friedhof Naßwald)

In Folge siedelten sich zahlreiche protestantische Holzfäller aus Gosau, Goisern und Hallstatt im Salzkammergut an und gründeten die zweitälteste evangelische Gemeinde Österreichs.
Aufgrund der wirtschaftlichen Bedeutung und als Firmensitz entwickelte sich diese Rotte – trotz der überwiegend katholischen Bewohner der Umgebung – zu einer lebendigen protestantischen Gemeinde.
1826 wurde hier unter der Leitung Hubmers ein Schul- und Bethaus erbaut. Anfangs Tochter der Gemeinde Pfarre Mitterbach am Erlaufsee wurde die Pfarre 1861 eigenständig (Evangelische Pfarrgemeinde Naßwald). Sehenswert ist auch der Friedhof.
An Hubmer erinnert neben dem Reithof, seinem Grab auf dem Friedhof auch eine Gedächtnisstätte in Form einer Holzknechthütte.
Eine weitere Sehenswürdigkeit bildete die Waldbahn Naßwald, eine Museumsbahn, die vom Ortskern ausgehend etwa 900 Meter in das Heufußtal hinein 1985/1986 errichtet, 2008 eingestellt und demontiert wurde.

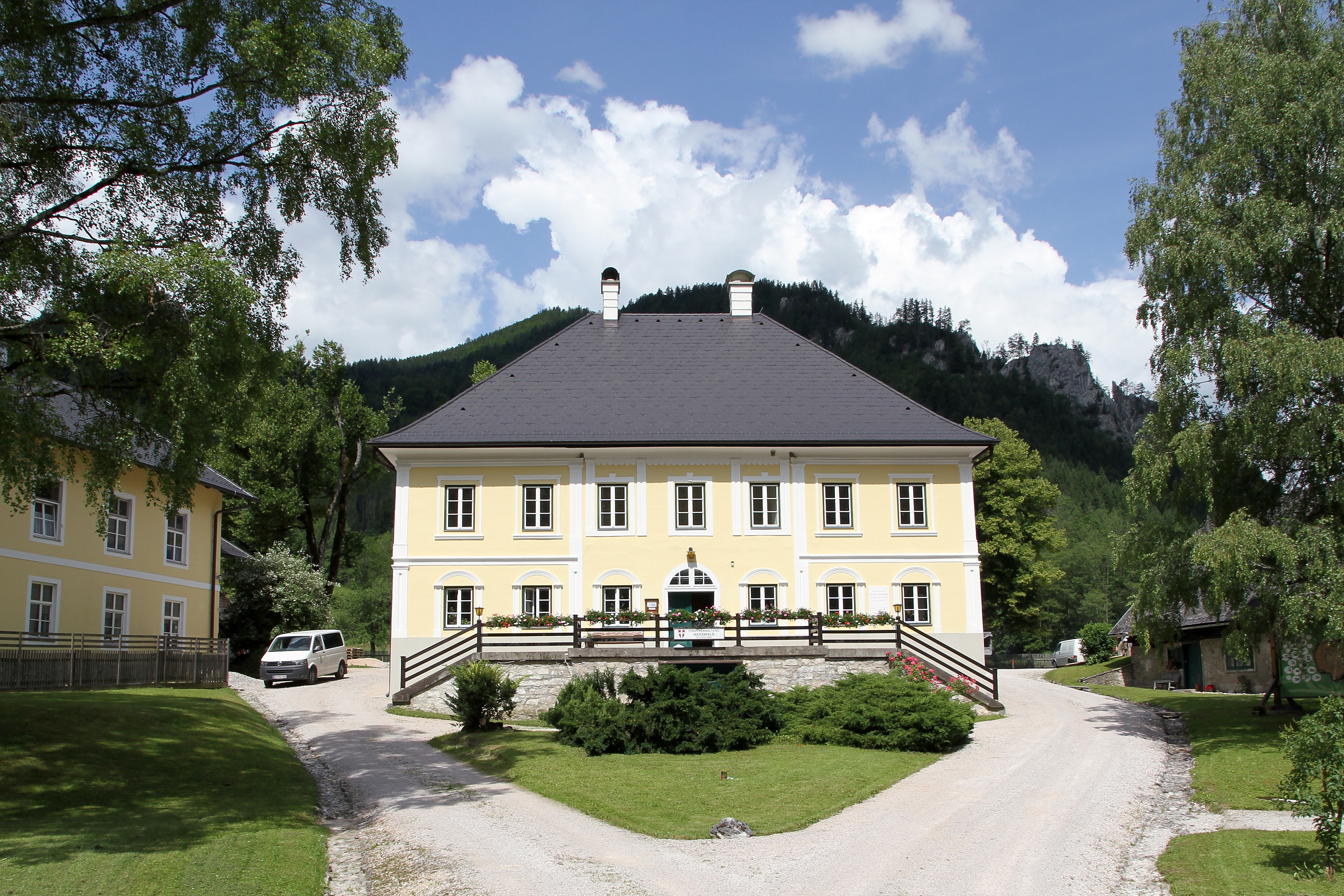
Der Reithof, Sitz der Wiener Forstverwaltung

Das ganze Naßwaldtal ist heute Grundbesitz der Stadt Wien.
In Reithof befindet sich die der Gemeinde Wien, die die Quellschutzgebiete der 1873 in Betrieb genommenen I. Wiener Hochquellenwasserleitung betreut.
Gefasst wurden hier insbesondere die guten Quellen rund um die Wasseralm, die Leitung geht über Naßwald talauswärts und dann durch das Höllental. Die Verwaltung befindet sich im Reithof, einem Gut aus dem 17. Jahrhundert, das Hubmer 1801 kaufte, zum Wohn- und Bauernhaus ausbaute und das seit 1906 im Eigentum der Stadt Wien ist.
Gegenüber der Kirche liegt der ehemalige Oberhof, heute Wirtshaus zum Raxkönig.
Nach Naßwald führt die 3½ Kilometer lange heutige L4172, die bei Singerin von der B27 Höllental Straße (Rohr – Gloggnitz) abzweigt.
Der Ort liegt am Rand des Europaschutzgebiets Nordöstliche Randalpen: Hohe Wand–Schneeberg–Rax, ein Fauna-Flora-Habitat-Gebiet mit ökologischem Schwerpunkt, und im umfassenden Landschaftsschutzgebiet Rax–Schneeberg. Außerdem ist hier Wasserschongebiet (Rax–Schneeberg–Schneealpe). Im Wald südöstlich steht eine Naturdenkmal-Tanne.

## Rezeption
Der Komponist Josef Strauss setzte den damals armen Bewohnern der Naßwald-Region ein musikalisches Denkmal. Seine Polka Mazurka Die Naßwalderin, op. 267, wurde 1869 im Rahmen eines Produktionsabends des gesellig-humanitären Vereines „Die Naßwalder“ in Wien uraufgeführt.
Der 1860 gegründete Verein setzte sich unter seinem Vorstand August Silberstein für den Bau und anschließenden Erhalt des Schutzhauses in Naßwald ein. Die Kinder der Region wurden in den schneereichen Wintermonaten im Schutzhaus untergebracht und verköstigt, um ihnen den regelmäßigen Schulbesuch zu ermöglichen. Das Schutzhaus führte zu weiteren Widmungskompositionen für den Verein u. a. der „Naßwalder-Marsch“ (1876) von Josef Franz Wagner und der Ländler „Naßwalder Bergsteiger“ op. 278 von Carl Michael Ziehrer.
Der Schriftsteller und Journalist August Silberstein  war der Erste, der sich 1868 in Land und Leute im Naßwalde in literarischer Form mit dem entbehrungsreichen Leben der protestantischen Holzfäller auseinandergesetzt hat. Silberstein wurde auf dem Evangelischen Friedhof in Naßwald beigesetzt.

## Persönlichkeiten
- Georg Huebmer (1755–1833, geboren in Gosau, OÖ), Holzunternehmer, genannt der „Vater von Naßwald“ und „Raxkönig“
- Daniel Innthaler (1847–1923, geboren in Naßwald), Bergführer
- Konrad Kain (1883–1934, geboren in Hinternaßwald), Bergführer

## Nachweise
1. ↑  Startseite der Gemeinde-Homepage: „Das Dorf besteht zwar nur aus einer einzigen Katastralgemeinde, gliedert sich aber trotzdem in Ortsteile, die nur die Größe einer Rotte haben: Naßwald, Vois, Steinbruch, Preintal, Markt, Trauch und Gegend“. Desgleichen auch Geographie, ebd., beide abgerufen am 9. April 2015 (letzteres nicht mehr verfügbar; neuere Version der Beschreibung: „.Es gehören mehrere Täler, Rotten genannt, dazu: Naßwald, Vois, Steinbruch, Preintal, Markt, Trauch und Gegend.“ Geographie, abgerufen am 19. März 2018).
2. ↑  Bundesdenkmalamt (Hrsg.): Dehio-Handbuch. Die Kunstdenkmäler Österreichs. Niederösterreich, südlich der Donau. Teil 2. Verlag Berger, Horn/Wien 2003, ISBN 3-85028-365-8, S. 2156 ff.
3. ↑  Evangelische Pfarrgemeinde Naßwald (auf gloggnitz.evang.at).
4. ↑  F. Schönbrunner: Die Sicherungsmaßnahmen im Quellgebiet der I. Wiener Hochquellleitung. In: Zeitschrift des Österreichischen Ingenieur- und Architekten-Vereins, 1926. Angabe nach Emil Prinz, Robert Kampe: Handbuch der Hydrologie. 2. Band Quellen (Süßwasser- und Mineralquellen). Springer-Verlag, 2013, ISBN 978-366241183-4, dort insb. Karte Abb. 137 Das geplante Quellschutzgebiet der Stadt Wien (nach Schönbrunner) mit dem besitztum (eingeschränkte Vorschau in der Google-Buchsuche).